# Novi Travnik
Novi Travnik (v srbské cyrilici Нови Травник) je město ve Středobosenském kantonu v Bosně a Hercegovině, 14 km od původního města Travnik. V letech 1980 až 1990 neslo název Pucarevo podle partyzánského bojovníka Đuro Pucara. Městu se v dobách existence socialistické Jugoslávie neoficiálně přezdívalo Město mládeže (srbochorvatsky Grad mladosti).

## Historie
Město bylo založeno během procesu industrializace Bosny a Hercegoviny v rámci první jugoslávské pětiletky. Bylo postaveno v roce 1949 pro ubytování dělníků nedaleko vzniklé nové továrny MMK Bratstvo. Ta v dobách své největší slávy zaměstnávala až 7000 lidí. Město v horském údolí projektoval Institut pro územní plánování Socialistické republiky Chorvatsko.
Během války v 90. letech 20. století byla továrna zničena, průmyslová zóna byla později prodána různým společnostem a zrevitalizována. Město je po válce rozděleno neformálně na chorvatskou a bosňáckou část. Ještě do rozpadu Jugoslávie byla původně plánovaná zástavba, kterou tvoří bytové domy oddělené zelení doplněna i o sídliště z typizovaných domů, které vyrostlo na jeho východním okraji.
Novi Travnik proto patří k nejmladším sídlům v regionu. Administrativně je centrem općiny Novi Travnik. 

## Kultura
V jeho okolí se nachází řada nekropolí stećků.

## Instituce
Ve městě sídlí chorvatský generální konzulát.

## Doprava
Městem prochází silnice celostátního významu z Travniku do Bugojna. Železniční spojení se zbytkem Bosny a Hercegoviny Novi Travnik nemá.